# روجر براون (لاعب كرة قدم أمريكية)
روجر براون (بالإنجليزية: Roger Brown) هو لاعب كرة قدم أمريكية أمريكي، ولد في 1 مايو 1937 في مقاطعة سوري في الولايات المتحدة.

## وصلات خارجية
- روجر براون على موقع مرجع كرة القدم المحترفة.كوم (الإنجليزية)